# Memorándum del Grupo Kronstadt
El Memorándum del Grupo Kronstadt fue un documento de 82 páginas redactado y publicado en 1954 por el Grupo Anarquista Kronstadt, miembro de la Fédération Anarchiste, de la Organisation Pensée Bataille y luego de la Fédération Communiste Libertaire de la que será expulsado.
Tras esta exclusión, el grupo Kronstadt denunció en el Memorándum las prácticas y las orientaciones "anti-anarquistas" de la OPB y luego de la FCL.

## Contenido del Memorándum
Los principales hechos denunciados en este informe eran los siguientes:
- La OPB se había constituido en un partido político secreto en enero de 1950 que dirigía desde las sombras a la Federación Anarquista primero, y posteriormente a la FCL.
- Compuesta por un pequeño núcleo de militantes, la OPB se infiltró secretamente en los puestos de liderazgo regionales y locales, a fin de controlar a toda la Federación. Ya para el Congreso de Lille en 1951 se había asegurado el control de la región parisina.
- Esto fue posible debido a la escasa vigilancia y atención de los otros grupos integrantes, y a la organización cuasi-militar de la OPB.
- La OPB respondía a sus propios estatutos y declaración de principios, y sus militantes estaban a las órdenes de un Bureau compuesto por tres miembros dirigentes. Las cuotas de los miembros eran obligatorias e iban de 500 a 2000 francos, para solventar el funcionamiento del partido secreto al interior de la FA y la FCL.
- Se analizaban los antecedentes de la OPB, que se atribuían a una desviación ideológica originada en los grupos clandestinos de autodefensa creados por la Federación pocos años antes.

### Conclusiones
- 1- Reconocer que la pertenencia al seno del movimiento anarquista de un grupo clandestino autoritario es algo contrario a la ideología defendida por los anarquistas. Reconocer que el error proviene del hecho de pertenecer a un grupo (clandestino) y no en consideraciones de los resultados o de detalle. El principio de estos métodos debe ser condenado por un análisis ideológico serio hecho o aceptado por los miembros de este grupo.
- 2- Seguirán trabajando dentro de la Federación como cualquier otro militante.